# Edlira Lloha
Edlira Lloha  (ur. 27 lipca 1975 w Tiranie) – albańska tłumaczka i prawniczka. Tłumaczka utworów polskich pisarzy na język albański.

## Życiorys
Urodziła się w Tiranie. Ukończyła studia prawnicze na Uniwersytecie Warszawskim i przez 12 lat prowadziła wykłady dla studentów Uniwersytetu Barletiego w Tiranie.
Otrzymała wsparcie Instytutu Książki w ramach Programu Translatorskiego ©POLAND na przekład na język albański W pustyni i puszczy Henryka Sienkiewicza (2023), Dziennika (2018) i Ferdydurke (2012), Transatlantyk (2023) Witolda Gombrowicza, a także Króla mrówek Zbigniewa Herberta (2022), Janusza Korczaka Kiedy znów będę mały (2023). W 2020 roku uzyskała dofinansowanie z Qendra Kombëtare e Librit (Narodowego Centrum Książki i Czytelnictwa) na tłumaczenie na język albański powieści Komediantki Władysława Reymonta.

## Tłumaczenia
- Konstytucja Republiki Albanii, Tłum. Dorota Horodyska, Edlira Lloha, Wydawnictwo Sejmowe, Warszawa 2000
- Witold Gombrowicz Kurs i filozofisë për gjashtë orë e pesëmbëdhjetë minuta (Kurs filozofii w sześć godzin i kwadrans) Tirana 2012[8]
- Witold Gombrowicz Ditar 1953-1969 (Dziennik) Tirana 2019
- Olga Tokarczuk Shtërgjet (Bieguni) Tirana 2019[9]
- Władysław Reymont Komediania (Komediantka)Tirana 2021[10]
- Zbigniew Herbert Mbreti i milingonave (Król mrówek) Tirana 2022[4]
- Witold Gombrowicz Trans-Atlantiku (Transatlantyk) Tirana 2023[5]
- Henrik Sienkeviç Shkretëtirë dhe pyllnajë (W pustyni i puszczy) Tirana 2023[3]

## Odznaczenia i nagrody
- Odznaka Honorowa „Bene Merito” (2024)[11]
- Nominacja do Çmimeve Kombëtare Letrare (Nagrody Literackiej) Ministra Kultury Albanii za tłumaczenie Ferdydurke Gombrowicza (2014)[8]